# 뱀눈새류
뱀눈새류(Eurypygimorphae)는 조류 분류군의 하나이다. 게놈 분석에 의해 발견된 열대새목과 뱀눈새목(카구와 뱀눈새)을 포함하는 조류 분기군이다. 관계는 2013년에 핵유전자를 기반으로 처음 확인되었다. 역사적으로 이 조류는 분기도의 다른 부분에 위치하여, 열대새는 사다새목으로 키구와 뱀눈새는 두루미목으로 각각 분류했다. 일부 유전적 분석은 뱀눈새류 분류군을 논쟁의 여지가 있고 쓸모없는 분류군인 신조류에 배치하고, 해당 그룹 안에서 불확실한 배치를 한다.  보다 최근의 분자생물학 연구는 뱀눈새류에서 함께 그룹화하는 것을 뒷받침한다. 뱀눈새류는 일반적으로 왜가리류(Ardeae) 안의 수조류 자매 분류군으로 분류된다.

## 계통 분류
2021년 브라운(Braun)과 킴볼(Kimball) 등의 연구에 의한 신조류 계통 분류이다.

|  | 비둘기목                                                |
|  |                                                         |
|  | \| \| 사막꿩목 \| \| \| \| \| \| 메사이트목 \| \| \| \| |
|  |                                                         |
|  | 사막꿩목                                                |
|  |                                                         |
|  | 메사이트목                                              |
|  |                                                         |

|  | 사막꿩목   |
|  |            |
|  | 메사이트목 |
|  |            |

|  | 두견목 |
|  |        |
|  | 느시목 |
|  |        |

|  | 수조류   |
|  |          |
|  | 뱀눈새류 |
|  |          |

|  | 두견목 |
|  |        |
|  | 느시목 |
|  |        |

|  | 수조류   |
|  |          |
|  | 뱀눈새류 |
|  |          |

|  | 비둘기목                                                |
|  |                                                         |
|  | \| \| 사막꿩목 \| \| \| \| \| \| 메사이트목 \| \| \| \| |
|  |                                                         |
|  | 사막꿩목                                                |
|  |                                                         |
|  | 메사이트목                                              |
|  |                                                         |

|  | 사막꿩목   |
|  |            |
|  | 메사이트목 |
|  |            |

|  | 두견목 |
|  |        |
|  | 느시목 |
|  |        |

|  | 수조류   |
|  |          |
|  | 뱀눈새류 |
|  |          |

|  | 두견목 |
|  |        |
|  | 느시목 |
|  |        |

|  | 수조류   |
|  |          |
|  | 뱀눈새류 |
|  |          |